# Оппенгеймер (саундтрек)
Oppenheimer (Original Motion Picture Soundtrack) — саундтрек-альбом, записанный Людвигом Йоранссоном к фильму режиссёра Кристофера Нолана «Оппенгеймер» (2023). Премьера альбома для стриминга и цифрового скачивания состоялась 21 июля 2023 года, в день премьеры фильма в кинотеатрах.
На 66-й церемонии вручения премии «Грэмми», Людвиг Йоранссон победил в категории «Лучший саундтрек для визуальных медиа», а также на 96-й церемонии вручения премии «Оскар» в категории «Лучшая музыка к фильму».

## История
8 октября 2021 года компания Universal объявила о начале производства художественного фильма «Оппенгеймер» и подтвердила, что композитор Людвиг Йоранссон будет писать музыку к этой картине. Его музыка также использовалась 8 мая 2023 года в трейлере к фильму. Саундтрек был использован и в эксклюзивном пятиминутном вступительном ролике Universal Pictures 13 июля 2023 года.
Йоранссон ранее работал с Ноланом над саундтреком к фильму 2020 года «Довод».

## Производство

### Разработка

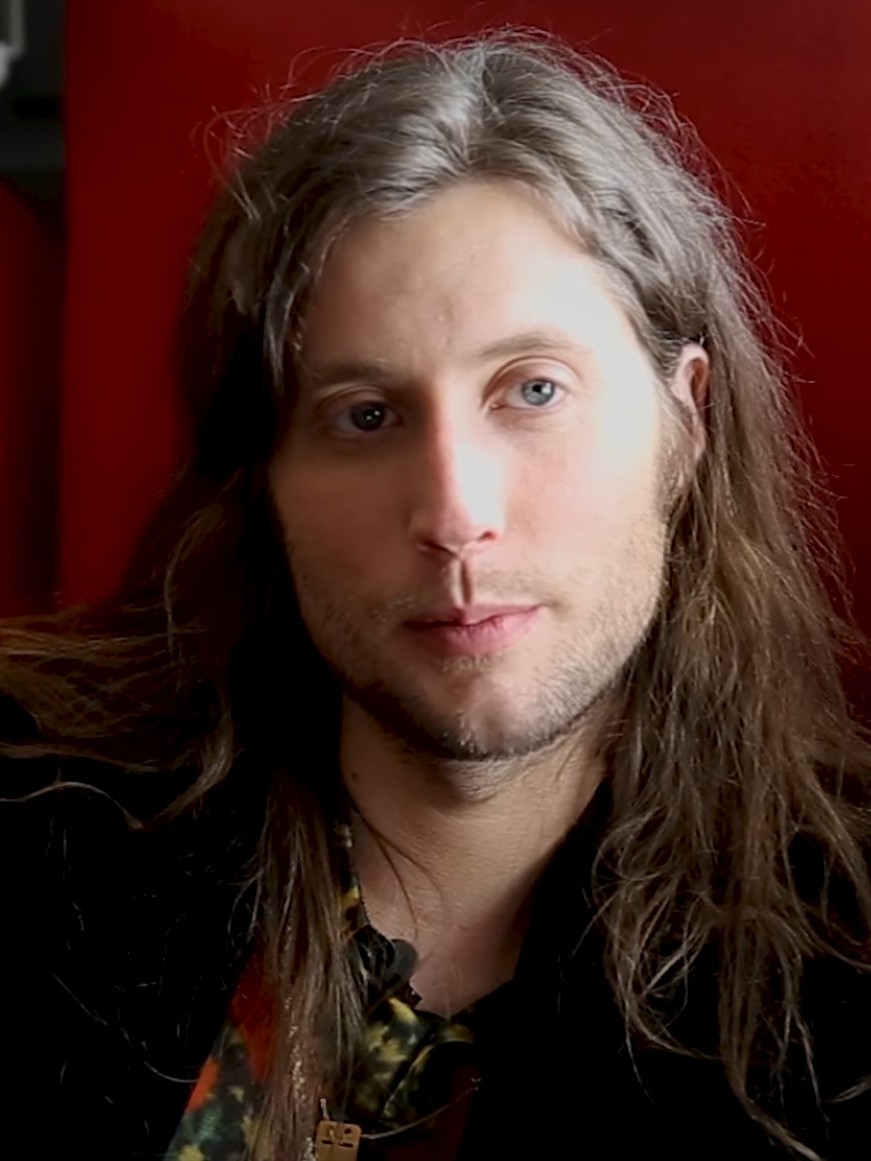
Людвиг Йоранссон — автор альбома саундтреков

Йоранссон заявил, что когда ему предложили написать музыку к фильму, он был «ошеломлён» масштабами и размахом проекта. Чтобы помочь композитору на ранних этапах производства фильма Нолан поделился сценарием с супервайзером по визуальным эффектам Эндрю Джексоном. Ему требовалось передать звук, который бы иллюстрировал квантовую механику и ядерную реакцию. Команда специалистов по визуальным эффектам начала создавать кадры, где изображались частицы, электромагнитные волны и цепные реакции. В итоге Нолан показал получившиеся кадры Йоранссону, чтобы он использовал их для вдохновения при написании музыки.
Создание музыки для «Оппенгеймера» оказалось для Йоранссона уникальным вызовом, ведь он никогда не писал саундтрек, который бы отражал внутреннее состояние и точку зрения только одного персонажа. Позже он объяснил: «Фильм рассказывает о перспективе [Дж. Роберта] Оппенгеймера; зрители должны чувствовать то, что он чувствует, видеть то, что он видит, представить себя на его месте. Вот что должна была сделать музыка — заставить зрителя ощутить все его чувства, которые вы видите на экране».
Нолан не давал конкретных указаний, как должна звучать партитура; единственное предложение, которое он дал Йоранссону, — изобразить Оппенгеймера и главную тему фильма с помощью скрипки. Нолан объяснил: «В звучании есть напряжение, которое, как мне кажется, очень подходит к интеллекту и напряжённым эмоциям Роберта Оппенгеймера». Используя скрипку в качестве отправной точки, Йоранссон и его жена — скрипачка Серена начали экспериментировать с вибрато и глиссандо; они стремились передать тревожность Оппенгеймера через способность скрипки мгновенно переключаться с романтичного и сентиментального звучания на что-то «невротическое» и «ужасающее».
Для трека «Can You Hear the Music» Нолан хотел создать партитуру, напоминающую балет «Весна священная» И.Ф. Стравинского, который он назвал «одним из лучших музыкальных произведений». В начале работы над фильмом Нолан и Йоранссон посетили выступление Филармонического оркестра Лос-Анджелеса, который исполнял партитуру балета.

### Композиция
Произведение Йоранссона включало в себя три основных темы: физика Роберта Оппенгеймера, проекта «Манхэттен» и испытания «Тринити», а также слушания Комиссии по атомной энергии. Партитура начинается с пышных мелодий в исполнении струнных, арф и фортепиано, сопровождающих период учёбы и начала научной карьеры молодого Оппенгеймера. В основе темы Оппенгеймера лежит гексатоническая гамма, которая звучит лейтмотивом на протяжении всего фильма, начиная с трека «Can You Hear the Music». Когда партитура переходит во вторую часть, тональность меняется при создании атомной бомбы, а усиление крещендо подчёркивается глухим басом и металлическим тиканьем. Йоранссон старался, чтобы его партитура не звучала «бурно», особенно во втором акте фильма, так как считал, что если партитура будет слишком бурной, то детонации в фильме не будут так сильно воздействовать на зрителей.
До второго акта на экране только теории, наброски и идеи. Но затем, когда появляется настоящая бомба, вы берете сумасшедший большой тональный сдвиг и направляете его синтезаторами. Сначала слышится глухой бас, а затем металлический тикающий звук, и ода длится до тех пор, пока не взорвется бомба, а затем идут моменты тишины, которые, я думаю, очень эффектны.Людвиг Йоранссон
Хотя фильм является исторической драмой, в которой используются инструменты, соответствующие времени действия фильма, Йоранссон хотел, чтобы партитура оставалась «современной», решив наполнить традиционный оркестр синтезаторами. Они с Ноланом также решили не включать в партитуру ударные инструменты, чтобы она не казалась милитаристской, и вместо этого включили в неё такие перкуссионные элементы, как топот ног, тиканье и помехи от счётчика Гейгера. Во время сцены с ядерным реактором Йоранссон попросил виолончелистов играть Col legno, ударяя по струнам смычком для создания перкуссионного звука.
Помимо инструментовки, Йоранссон передал энергию фильма с помощью темпа партитуры. В композиции «Can You Hear the Music» Йоранссон использовал 21 перемену темпа, что является большим достижением для живого оркестра. Изначально Йоранссон считал её «неиграбельной» и планировал записать песню такт за тактом, но его жена убедила его записать песню одним дублем. После долгих экспериментов музыкальная команда добилась этого, подавая в наушники музыкантов щелчок перед каждым изменением темпа, при этом на запись этого фрагмента потребовалось три дня.
В конце концов, мы записали музыку, которая превзошла всё, что я считал возможным для человека. Озадачивающие визуальные эффекты вращающихся атомов довели сорок скрипок до захватывающего дух безумия, а сцены в зале суда были записаны с интенсивностью поля боя. Экстремальные динамические сдвиги в музыке — от глубин интимного путешествия до грани полного разрушения — резкие, дезориентирующие и вызывающие раздражение.Людвиг Йоранссон

### Запись
В отличие от большинства случаев, когда работа над созданием партитуры начинается на постпроизводстве, Йоранссон начал посещать недельные встречи с Ноланом за три месяца до начала съёмок и писал для него по 10 минут музыки в неделю. Йоранссон описал процесс как очень «совместный» и «открытый». Таким образом, Нолан смог начать работу над фильмом, имея два-три часа готовой музыки. На этапе постпроизводства, Нолан и монтажёр Дженнифер Лейм уже могли использовать полную музыку Йоранссона для первой версии фильма без необходимости создания временной партитуры. Каждую пятницу в процессе монтажа Йоранссон просматривал фильм вместе с Ноланом и Леймом, и затем вносил соответствующие правки в свою партитуру. В итоге, работа над партитурой для фильма заняла у Йоранссона около девяти месяцев.
Окончательный саундтрек был исполнен Оркестром Голливудской студии. Его запись на стадии озвучивания в студии Warner Bros. заняла пять дней. В состав оркестра на отдельных этапах входило до 40 струнных инструментов, восемь валторн, три тромбона, три трубы, одна туба и одна арфа.

## Список треков
Все треки написаны и спродюсированы лично Людвигом Йоранссоном; «Trinity» и «Something More Important» были написаны Томасом Котчевым.
| №                   | Название                     | Длительность |
| ------------------- | ---------------------------- | ------------ |
| 1.                  | «Fission»                    | 4:38         |
| 2.                  | «Can You Hear the Music»     | 1:50         |
| 3.                  | «A Lowly Shoe Salesman»      | 3:34         |
| 4.                  | «Quantum Mechanics»          | 3:00         |
| 5.                  | «Gravity Swallows Light»     | 3:30         |
| 6.                  | «Meeting Kitty»              | 5:47         |
| 7.                  | «Groves»                     | 3:03         |
| 8.                  | «Manhattan Project»          | 3:01         |
| 9.                  | «American Prometheus»        | 2:37         |
| 10.                 | «Atmospheric Ignition»       | 3:28         |
| 11.                 | «Los Alamos»                 | 2:38         |
| 12.                 | «Fusion»                     | 3:55         |
| 13.                 | «Colonel Pash»               | 4:57         |
| 14.                 | «Theorists»                  | 3:14         |
| 15.                 | «Ground Zero»                | 4:21         |
| 16.                 | «Trinity»                    | 7:52         |
| 17.                 | «What We Have Done»          | 5:45         |
| 18.                 | «Power Stays in the Shadows» | 4:10         |
| 19.                 | «The Trial»                  | 5:32         |
| 20.                 | «Dr. Hill»                   | 4:23         |
| 21.                 | «Kitty Comes to Testify»     | 4:52         |
| 22.                 | «Something More Important»   | 3:25         |
| 23.                 | «Destroyer of Worlds»        | 2:54         |
| 24.                 | «Oppenheimer»                | 2:16         |
| Общая длительность: | Общая длительность:          | 94:42        |

## Релиз
Саундтрек был выпущен для стриминга и цифрового скачивания 21 июля 2023 года. В январе 2024 года саундтрек собрал более 200 млн просмотров на платформе TikTok, в частности, трек «Can You Hear the Music» стал вирусным и собрал 2,1 млрд просмотров в приложении, а также более 60 млн просмотров на всех других платформах музыкального стриминга.
Саундтрек был выпущен в формате CD и LP компанией Mondo в сентябре 2023 года.

### История релизов и форматы
| Регион(-ы) | Дата          | Формат(-ы)                   | Лейбл(-ы)      | Прим.  |
| ---------- | ------------- | ---------------------------- | -------------- | ------ |
| Различные  | 21 июля 2023  | Цифровое скачивание стриминг | Back Lot Music | [ 28 ] |
| США        | Сентябрь 2023 | CD LP (3xLP)                 | Back Lot Music | [ 6 ]  |

## Восприятие
Джастин Чанг из Los Angeles Times назвал партитуру «великолепной», а Робби Коллин из The Telegraph — «неумолимо потрясающей». Венди Иде из The Observer назвала партитуру Йоранссона «виртуозной и меркантильной, несомненно, одной из лучших в этом году». Дэвид Руни из The Hollywood Reporter написал: «Безгранично помогает Нолану в неизменном контроле тона и напряжённости… необычайно сильная партитура Людвига Йоранссона, почти от стенки до стенки».
Росс Бонайм из Collider похвалил Йоранссона, заявив, что «постоянно присутствующая в „Оппенгеймере“ партитура Людвига Йоранссона сопровождает почти каждый момент фильма, точно зная, когда нужно отступить, а когда спровоцировать зрителя звуками тикающих часов или статикой под натиском оркестра, полностью окутывающего зрителя звуком. Визуальное оформление Нолана и Хойте Ван Хойтемы всегда впечатляет, но именно партитура Йоранссона поднимает „Оппенгеймера“ на новый уровень и продолжает доказывать, что он [Йоранссон] является одним из самых захватывающих композиторов, работающих сегодня в кинематографе».
Некоторые кинокритики, напротив, посчитали, что партитура была слишком навязчивой. Оди Хендерсон из The Boston Globe назвал партитуру «раздражающей» и заявил, что «склонность Нолана [при использовании партитуры] заглушать необходимые диалоги стала невыносимой». Фред Топель из UPI заявил, что «Людвиг Йоранссон написал хорошую партитуру, но её постоянное использование утомляет». Оли Уэлш из Polygon поддержал данные мнения, отметив, что партитура «чрезмерно часто используется».

### Чарты
| Чарты (2023)                                 | Пик-позиция |
| -------------------------------------------- | ----------- |
| Бельгия/Фландрия (Ultratop)                  | 156         |
| Бельгия/Валлония (Ultratop)                  | 141         |
| Швейцария (Schweizer Hitparade)              | 53          |
| Великобритания (UK Independent Albums Chart) | 42          |

### Награды и номинации
| Награда                                              | Дата церемонии вручения | Категория                                                              | Получатель(-и)                              | Результат    | Прим.         |
| ---------------------------------------------------- | ----------------------- | ---------------------------------------------------------------------- | ------------------------------------------- | ------------ | ------------- |
| Hollywood Music in Media Awards                      | 15 ноября 2023          | «Лучшая оригинальная музыка в художественном фильме»                   | Людвиг Йоранссон                            | Номинация    | [ 43 ]        |
| Награды Ассоциации кинокритиков Вашингтона           | 10 декабря 2023         | «Лучшая оригинальная музыка»                                           | Людвиг Йоранссон                            | Победа       | [ 44 ]        |
| Премия Ассоциации кинокритиков Чикаго                | 12 декабря 2023         | «Лучшая оригинальная музыка»                                           | Людвиг Йоранссон                            | Номинация    | [ 45 ]        |
| Награды Ассоциации кинокритиков Сент-Луиса           | 17 декабря 2023         | «Лучшая музыкальная композиция»                                        | Людвиг Йоранссон                            | Победа       | [ 46 ]        |
| Награды Ассоциации кинокритиков Далласа и Форт-Уэрта | 18 декабря 2023         | «Лучшая музыкальная композиция»                                        | Людвиг Йоранссон                            | Второе место | [ 47 ]        |
| Награды кинокритиков Флориды                         | 21 декабря 2023         | «Лучшая музыка»                                                        | Людвиг Йоранссон                            | Номинация    | [ 48 ]        |
| «Золотой глобус»                                     | 7 января 2024           | «Лучшая музыка к фильму»                                               | Людвиг Йоранссон                            | Победа       | [ 49 ]        |
| «Выбор критиков»                                     | 14 января 2024          | «Лучшая музыка»                                                        | Людвиг Йоранссон                            | Победа       | [ 50 ]        |
| Награды Общества онлайн-кинокритиков                 | 22 января 2024          | «Лучшая оригинальная музыка»                                           | Людвиг Йоранссон                            | Победа       | [ 51 ]        |
| «Грэмми»                                             | 4 февраля 2024          | «Лучший саундтрек для визуальных медиа»                                | Людвиг Йоранссон                            | Победа       | [ 52 ] [ 53 ] |
| «Грэмми»                                             | 4 февраля 2024          | «Лучшая аранжировка, инструментальная или А капелла»                   | «Can You Hear the Music» (Людвиг Йоранссон) | Номинация    | [ 52 ] [ 53 ] |
| «Грэмми»                                             | 4 февраля 2024          | «Лучшая инструментальная композиция»                                   | «Can You Hear the Music» (Людвиг Йоранссон) | Номинация    | [ 52 ] [ 53 ] |
| Награды Общества композиторов и лириков              | 13 февраля 2024         | «Выдающаяся оригинальная музыкальная композиция для студийного фильма» | Людвиг Йоранссон                            | Победа       | [ 54 ]        |
| BAFTA                                                | 18 февраля 2024         | «Лучшая музыка к фильму»                                               | Людвиг Йоранссон                            | Победа       | [ 55 ]        |
| Награда Голливудского творческого союза              | 26 февраля 2024         | «Лучшая музыка»                                                        | Людвиг Йоранссон                            | Победа       | [ 56 ]        |
| «Спутник»                                            | 3 марта 2024            | «Лучшая музыка к фильму»                                               | Людвиг Йоранссон                            | Номинация    | [ 57 ]        |
| «Оскар»                                              | 10 марта 2024           | «Лучшая музыка к фильму»                                               | Людвиг Йоранссон                            | Победа       | [ 58 ]        |

## Живое исполнение
Для продвижения саундтрека в преддверии сезона наград 2024 года, компании Universal и Syncopy Inc. представили концертную программу Oppenheimer: Live in Concert, посвящённую фильму, в которой принял участие оркестр из 55 человек под руководством Йоранссона и дирижёра Энтони Парнтера. Концерт состоялся в зале «Ройс Холл» Калифорнийского университета в Лос-Анджелесе 10 января 2024 года и включал в себя вступительную речь Кристофера Нолана и актёра Киллиана Мерфи. Концерт посетили около 1 000 человек.

## Персонал
Список адаптирован из примечаний к LP-пластинке.
Вся музыка написана Людвигом Йоранссоном. В состав персонала вошли:
- Людвиг Йоранссон — продюсер,
- Кристофер Нолан — исполнительный продюсер,
- Колби Дональдсон — инженер,
- Макс Сэндлер — инженер,
- Патриция Салливан — обработка,
- Аманда Гудпастер — монтаж,
- Томас Котчефф[англ.] — дополнительное сочинение (16, 22), оркестровка
- Энтони Парнтер[англ.] — дирижёр,
- Крис Фогель[англ.] — запись, сведение,
- Нгаванг К. Сампхел — размещение,
- Кара Бейтман — транскрипция,
- Моника Сонанд — супервайзер,
- Эрик Вегенер — редактор партитуры,
- Дэниел Голд — музыкальный библиотекарь,
- Мо Шафик — художественное руководство.

## Комментарии
1. ↑  Даты вручения наград и проставления номинаций указаны в хронологическом порядке.